# Pertusariaceae
Famille
Les Pertusariaceae sont une famille de champignons ascomycètes. Il s'agit de lichens encroûtants, corticoles, saxicoles, muscicoles ou, terricoles associés à des algues vertes. La famille comporte plus de 700 espèces, dont la quasi-totalité appartient au genre Pertusaria, et réparties dans une grande diversité d'habitats, depuis les régions tropicales humides jusqu'aux latitudes polaires,.

## Liste des genres
Selon Myconet :
- Loxosporopsis
- Pertusaria
- Thamnochrolechia (position incertaine)